# 콜소스산 (모네)

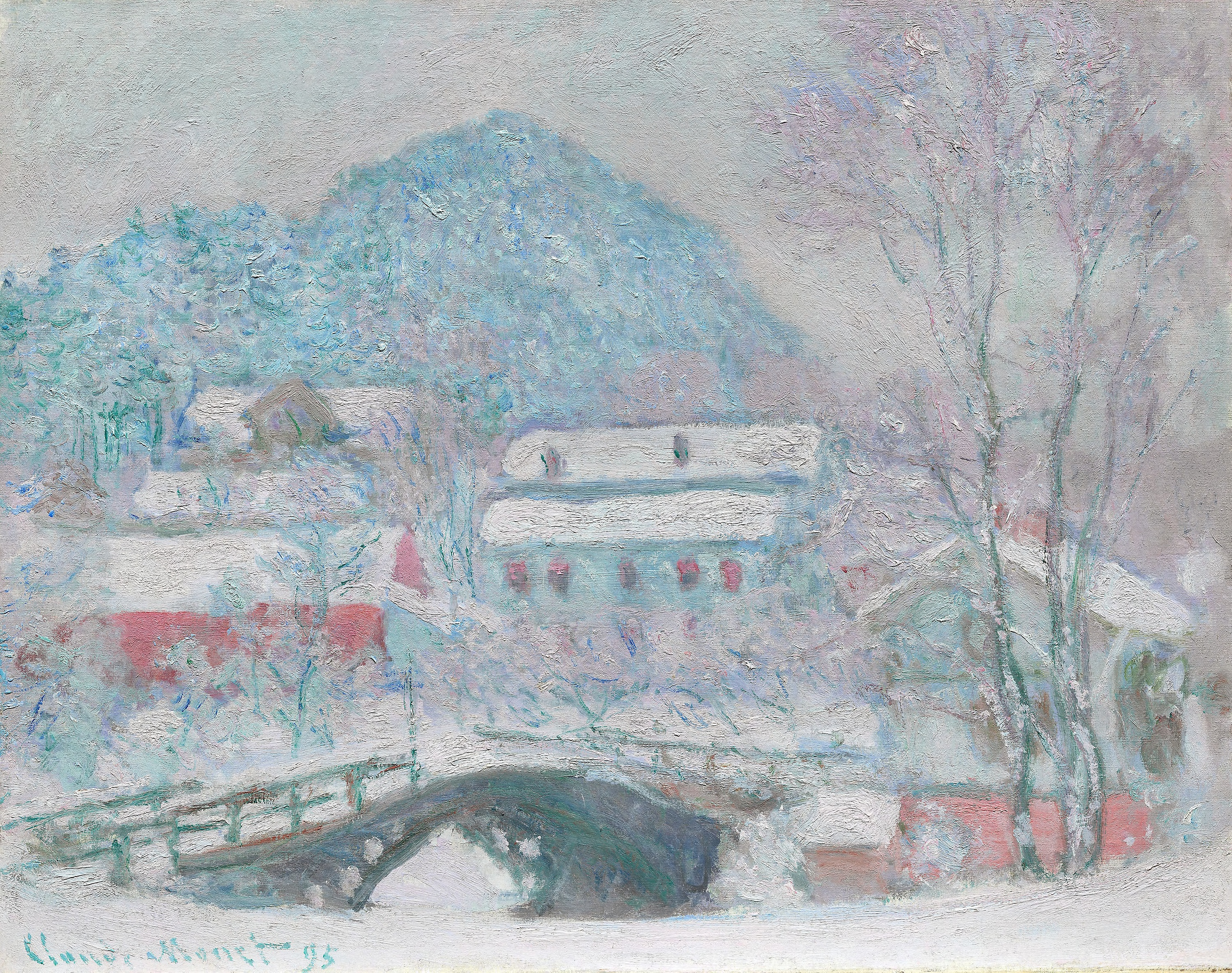
〈콜소스산 아래 산비켄 마을〉(1895년)

콜소스산(영어: Mount Kolsaas) 연작은 프랑스 인상파 화가 클로드 모네가 1895년에 그린, 노르웨이 콜소스산(Kolsås)을 소재로 한 회화 연작이다.

## 배경
1895년 초 겨울, 모네는 노르웨이의 풍경화를 그리기 위해 여행을 떠났다. 당시 노르웨이에는 큰의붓아들인 자크 오슈데(Jacques Hoschedé)가 살고 있었다. 모네는 열차와 페리로 길고 지루한 이동을 한 끝에 크리스티아나 (현 오슬로)에 도착하여 그림의 소잿거리를 찾아 며칠을 보냈다.
이윽고 오슬로에서 서쪽으로 9.3km 떨어진 산비카 (Sandvika) 마을에 예술가들이 사는 농가에서 시간을 보내게 되었다.산비카에서 모네는 현지의 피오르와 인근 마을의 풍경화를 그렸고, 콜소스산 (Kolsås)을 소재로 연작을 그렸다. 각각의 작품은 모네의 전형적인 스타일에 따라, 야외에서 하루를 보내며 다른 시간대와 다른 날씨 조건에 따라 변화하는 산 풍경을 담았다. 모네는 3월 중순까지 그림을 그리고 노르웨이를 떠났다.

## 그림 목록
아래 모든 작품은 캔버스에 유채로 되어 있으며, 카탈로그 번호는 다니엘 빌덴슈타인의 〈In the Monet: Catalogue Raisonné〉에서 제시한 빌덴슈타인 색인 번호를 따랐다.
| 그림                     | 연도   | 색인번호 | 소장처               | 그림 |
| ------------------------ | ------ | -------- | -------------------- | ---- |
| 콜소스산, 노르웨이       | 1895년 | (W.1406) | 마르모탕 모네 미술관 |      |
| 콜소스산                 | 1895년 | (W.1407) | 마르모탕 모네 미술관 |      |
| 콜소스산                 | 1895년 | (W.1408) | 개인 소장            |      |
| 콜소스산, 태양 효과      | 1895년 | (W.1409) | 개인 소장            |      |
| 안개 낀 날씨 속 콜소스산 | 1895년 | (W.1411) | 개인 소장            |      |
| 콜소스산, 장미빛 반사    | 1895년 | (W.1415) | 오르세 미술관        |      |
| 콜소스산, 눈보라         | 1895년 | (W.1417) | 개인 소장            |      |
| 콜소스산, 노르웨이       | 1895년 | (W.1418) | 개인 소장            |      |

## 같이 보기
- 클로드 모네의 작품 목록

## 참고문헌
1. ↑  Wildenstein, Daniel. 《Monet》. 306쪽.